# Џери Лукас
Џери Реј Лукас (енгл. Jerry Ray Lucas; Мидлтаун, САД, 30. март 1940) је амерички кошаркаш.
На драфту 1962. одабрали су га Синсинати Ројалси као територијалног пика, с обзиром да је похађао колеџ у Охају, а по тадашњим правилима су екипе могле да предају свој пик прве рунде, како би одабрале играча који игра за екипу у округу од 80km од хале екипе.